# فکری الحاج علی
فکری الحاج علی (انگلیسی: Fikri El Haj Ali؛ زادهٔ ۱۷ نوامبر ۱۹۸۵) بازیکن فوتبال اهل آلمان است.
از باشگاه‌هایی که در آن بازی کرده‌است می‌توان به باشگاه فوتبال اف‌اس‌وی فرانکفورت و باشگاه فوتبال قوت-وایس ارفورت اشاره کرد.